# Фраскита (оперетта)
«Фраскита» (нем. Frasquita) — оперетта в трёх актах австро-венгерского композитора Франца Легара. Авторы либретто: Альфред Вильнер, Хайнц Райхерт, по пьесе Пьера Луиса «Женщина и кукла» (La Femme et le Pantin). Это произведение продолжало серию произведений Легара, которые он назвал «романтическими опереттами». 
Впервые оперетта была поставлена 12 мая 1922 года в венском театре Ан дер Вин. Из музыки к этой оперетте особую популярность получили и часто исполняются в наши дни романс Армана «Schatz, ich bitt’ dich, komm heut Nacht» и болеро Фраскиты.

## Основные действующие лица
| Персонаж                                        | Имя в оригинале   | Голос            |
| ----------------------------------------------- | ----------------- | ---------------- |
| Фраскита, цыганка                               | Frasquita         | сопрано          |
| Арман, парижанин                                | Armand Mirabeau   | тенор            |
| Аристид Жиро, директор фабрики                  | Aristide Girot    | тенор            |
| Долли, дочь Аристида                            | Dolly             | сопрано          |
| Ипполит Галипо, приятель Армана, молодой учёный | Hippolit Gallipot | тенор            |
| Себастьяно, молодой цыган                       | Sebastiano        | разговорная роль |

## Сюжет
Состоятельный парижанин Арман Мирабо и его друг Ипполит приезжают в Испанию, чтобы встретиться с Долли, невестой Армана. Долли, однако, предпочитает Ипполита. Арман обвиняет цыганку Фраскиту в мелкой краже, которой она не совершала, однако, поддавшись чарам Фраскиты, всерьёз влюбляется в неё; Фраскита, считая себя отомщённой, легко расстаётся с Арманом. Позднее они встречаются в Париже, Фраскита понимает, что совершила ошибку, и разделяет чувства Армана. Долли выходит замуж за Ипполита.

## Основные музыкальные номера
1. Увертюра
2. Ансамбль
3. Цыганский хор
4. Выходная ария Фраскиты
5. Ария Армана
6. Дуэт Долли и Армана
7. Болеро Фраскиты
8. Танец
9. Дуэт Фраскиты и Армана
10. Тарантелла
11. Вальс Фраскиты
12. Вальс-дуэт Фраскиты и Армана
13. Дуэт Долли и Ипполита
14. Романс Армана
15. Куплеты Аристида с хором
16. Ансамбль
17. Ария Армана
18. Дуэт Фраскиты и Армана